# Мия Магма
Мия Магма (на английски: Mia Magma), известна и като Мия Юлия Брюкнер (Mia Julia Brückner) или Мия Юлия, е германска певица, модел и бивша порнографска актриса.

## Биография
Родена е на 9 декември 1986 г. в Гилхинг, Бавария, Германия с името Юлия Брюкнер.
На корицата е на няколко списания, сред които са германските издания на „FHM“ (май 2012 г.) и „Пентхаус“ (октомври 2012 г.)
През 2014 г. участва в германското издание на Биг Брадър за известни личности, излъчено по телевизионния канал Sat.1.

## Награди
- 2010: Eroticline награда за най-добра нова германска актриса.[6][7]